# محمدرضا ریگی
محمدرضا ریگی (زاده ۲۸ فروردین ۱۳۷۱ در زاهدان) ووشوکار و عضو تیم ملی ووشو ساندا ایران است. وی در رقابت های انتخابی جام جهانی ووشو ۲۰۲۴ در چین، با برتری بر حریف خود از بنگلادش موفق به کسب مدال طلا در وزن ۸۵- کیلوگرم برای ایران شد.
از عناوین دیگر ریگی به قهرمانی در لیگ برتر کشور در سال ۱۴۰۰، با کسب مدال طلای در پانزدهمین دوره لیگ برتر ووشو کشور به همراه تیم دانشگاه آزاد قهرمان شدند.

## فعالیت حرفه‌ای ورزشی
- طلا کامبت گیمز جهان ریاض ۲۰۲۳[۳][۴][۵][۶]

- طلا انتخابی جام جهانی چین ۲۰۲۴[۷][۸]

- نقره بازی های بریکس روسیه ۲۰۲۴[۹]

- طلا قهرمانی آسیا ماکائو ۲۰۲۴[۱۰][۱۱]